# Никола ле Гоф
Никола ле Гоф (фр. Nicolas Le Goff; Париз, 15. фебруар 1992) француски је одбојкаш. Игра на позицији средњег блокера и тренутно игра за Монпеље и репрезентацију Француске.

## Каријера
Рођен је у Паризу где је играо за неколико омладинских клубова. У то време је освојио и златну медаљу на Европском првенству до 19 година 2009. Године 2011. је дебитовао у сениорској одбојци и то за Монпеље. Године 2015. је прешао у Шарлотенбург са којим је исте сезоне освојио лигу и куп Немачке. Након Истанбула и Топ волеј латине, у којима је провео по једну сезону, вратио се у Шарлотенбург са којим је освојио још по једну лигу и куп Немачке, а потом и суперкуп. Године 2020. се вратио у Монпеље.
Представљао је Француску на Летњим олимпијским играма 2016. Освојио је Европско првенство 2015, а узео је и медаље на последње три Светске лиге од којих су две биле златне.

## Трофеји

### Клупски
Шарлотенбург
- Бундеслига Немачке: 2015/16, 2018/19.
- Куп Немачке: 2015/16, 2019/20.
- Суперкуп Немачке: 2019.
- ЦЕВ куп: 2015/16.

### Репрезентативни
Француска
- Летње олимпијске игре: злато 2020, 2024.
- Европско првенство: злато 2015.
- Светска лига: злато 2015, 2017, бронза 2016.
- Лига нација: сребро 2018, бронза 2021.

### Индивидуални
- Најбољи средњи блокер Квалификација за олимпијске игре 2016.[3]